# 79 Cygni
79 Cygni är en vit stjärna i huvudserien i stjärnbilden Svanen. 
Stjärnan har visuell magnitud +5,70 och är synlig för blotta ögat vid god seeing. Den befinner sig på ett avstånd av ungefär 275 ljusår.